# Улица Димитрија Туцовића (Београд)
| Улица Димитрија Туцовића | Улица Димитрија Туцовића |
| ------------------------ | ------------------------ |
|                          |                          |
| Општина                  | Звездара                 |
| Почетак                  | Цвијићева                |
| Крај                     | Чингријине               |
| Дужина                   | 2620 m                   |
| Ширина                   | 15 m                     |
| Названа                  | 1930.                    |
|                          |                          |
|                          |                          |

Улица Димитрија Туцовића налази се на територији општине Звездара у Београду. Релација улице Димитрије Туцовић је од краја Цвијићеве, поред КБЦ Звездара и завршава се код Улице Чингријине. Представља једну од већих улица овог дела града, у којој се налазе основне и средње школе, Клиничко-болнички центар, клубови за рекреацију, ресторани и др.

## Име улице
Улица је добила име по политичару, социјалисти, публицисти и преводиоцу Димитрију Туцовићу 1930. године. Димитрије Туцовић је рођен у Гостиљу 13. мај 1881, а погинуо је на Враче брду, код Лазаревца 20. новембар 1914. године.
Улица се претходно звала Славујска. Раних 1920-тих је постојала Фабрика белог рубља Мирка А. Марјановића (у фабрици се у јулу 1925. догодио пожар, дан након отварања стечаја). 
Још и 1934. говорило се о "дубоком блату" и потоку са гускама у улици. Данашњи Клиничко-болнички центар Звездара је отворен 1935.

## Галерија
- Улица Димитрија Туцовић
- Димитрије Туцовић